# IAI Heron

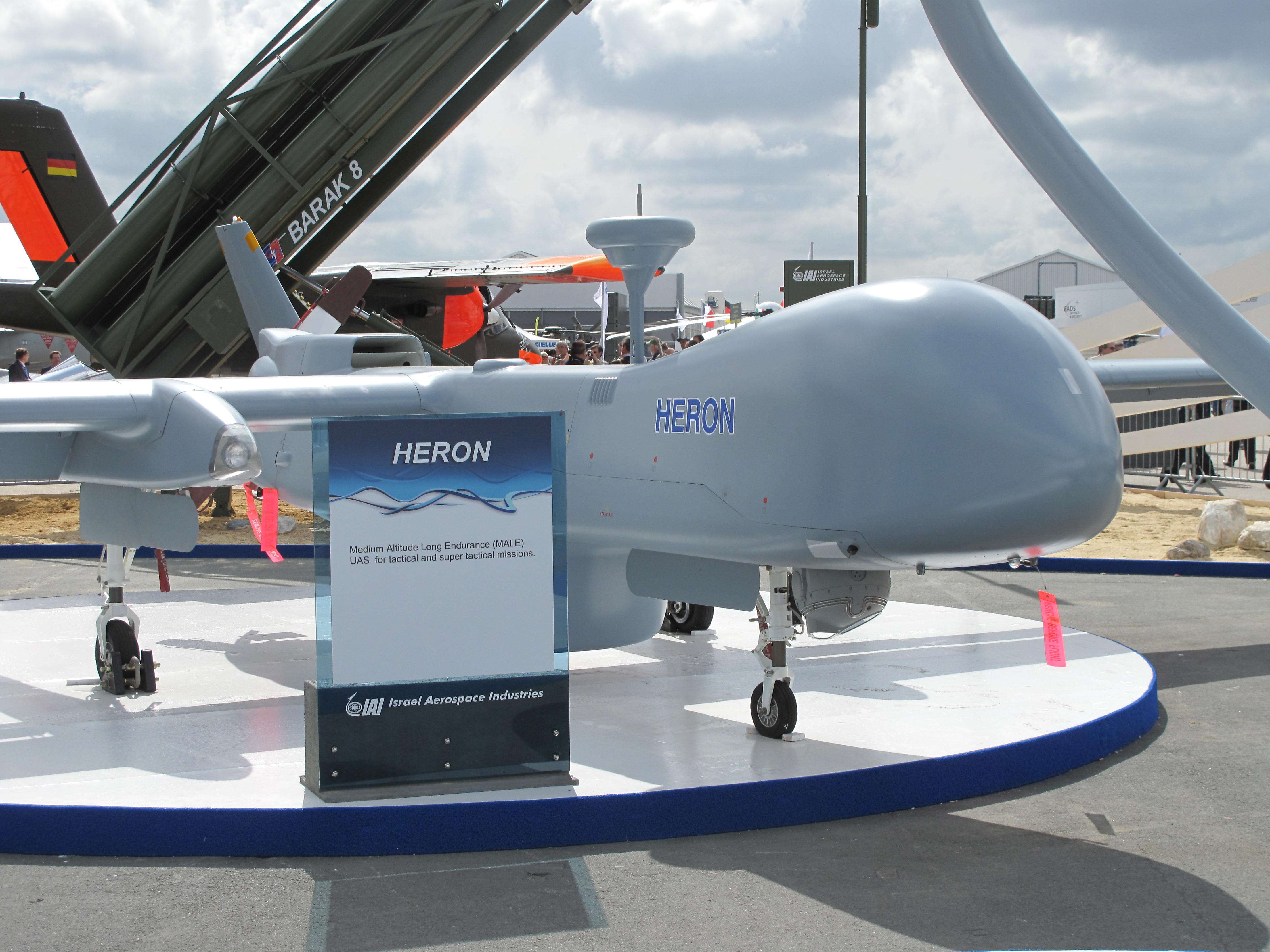
Un IAI Heron exposé au salon du Bourget de 2009.

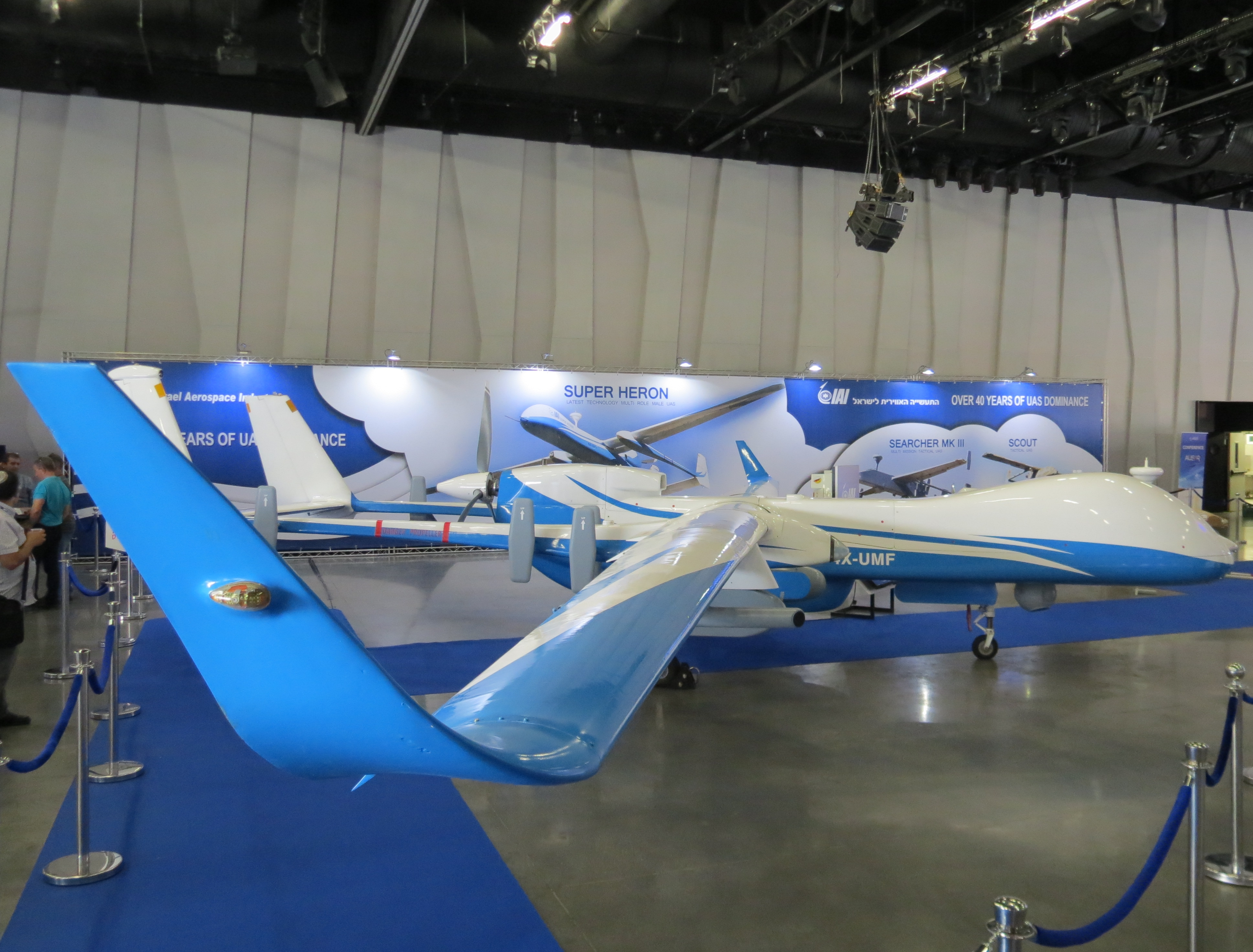
Un IAI Super Heron.

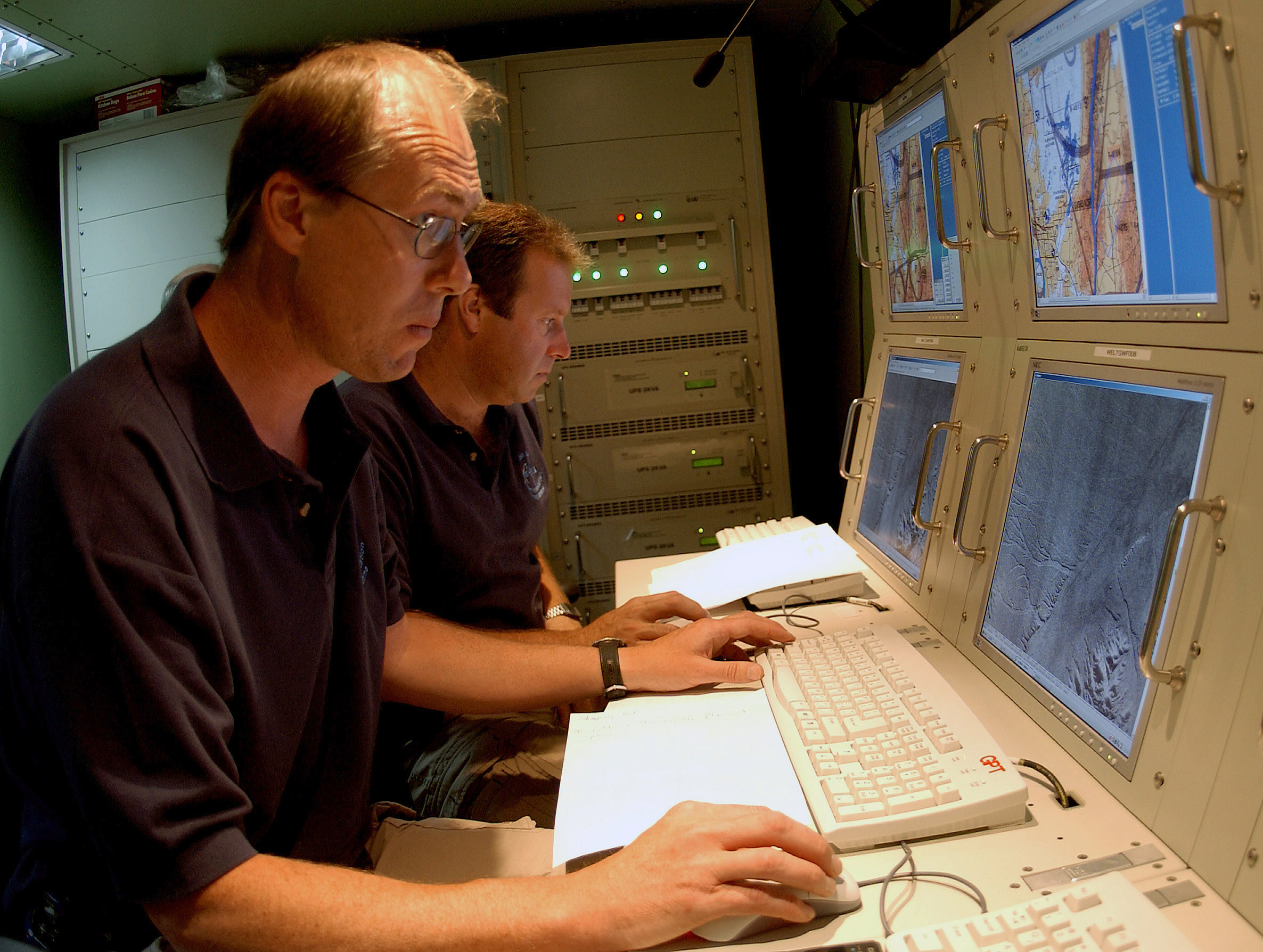
Contrôle de l'UAV à des fins expérimentales à la Fallon Naval Air Station.

L'IAI Heron (Machatz-1) est un drone israélien développé par la division Malat d'Israel Aerospace Industries. Il est capable d'opérations à moyenne altitude (jusqu'à 10,5 km d'altitude), et de longue distance et durée, allant jusqu'à 52 heures de vol en continu. La durée de vol opérationnelle maximale effective est moindre selon la charge embarquée et le profil du vol. Une version avancée, le Heron TP, est également connue sous le nom de IAI Eitan.
Le 11 septembre 2005, il a été annoncé que les Forces de défense israéliennes avaient acheté pour 50 millions de dollars de systèmes Heron.

## Équipements
Le Heron navigue à l'aide d'un appareil de navigation GPS interne et d'un profil de vol préprogrammé (ce qui fait en sorte que le système est entièrement autonome du décollage à l'atterrissage), d'une commande manuelle à partir d'un poste de commande au sol ou d'une combinaison des deux. Il peut retourner de manière autonome à la base et atterrir en cas de perte de communication avec la station au sol. Le système a des capacités de lancement et de récupération entièrement automatiques en tout-temps.
Le Heron peut transporter différents capteurs, y compris une caméra thermique (infrarouge), un module de surveillance au sol aéroporté en lumière visible, des systèmes de renseignement (COMINT et ELINT) et divers systèmes radar, totalisant jusqu'à 250 kg. Le Heron est également capable d'acquérir des cibles et d'ajuster l'artillerie.
Les capteurs de charge utile communiquent avec la station de contrôle au sol en temps réel, en utilisant soit une liaison de données directe, soit via un relais aéroporté ou satellite. Comme le système de navigation, la charge utile peut également être utilisée dans un mode autonome entièrement préprogrammé, ou un fonctionnement à distance manuel en temps réel, ou une combinaison des deux.

## Super Heron
Au salon aéronautique de Singapour de février 2014, IAI a dévoilé l'amélioration Super Heron de l'UAS Heron. Le Super Heron est doté d'un moteur Diesel de 200 chevaux qui augmente son taux de montée et ses performances. Sa portée est de 250 km en liaison directe et de 1 000 km en liaison satellite. L'endurance est de 45 heures à une altitude maximale de 9 100 mètres. La vitesse de croisière est de 110 à 150 km/h et la vitesse maximale est de 280 km/h.

## Histoire et utilisations opérationnelles
Le Héron a été utilisé de façon importante lors de l'opération Plomb durci à Gaza en 2008 et 2009. Durant le déploiement, chaque équipe de combat d'une brigade a été affectée à un escadron de drones pour un soutien rapproché. Il s'agissait de la première opération israélienne au cours de laquelle des drones, des hélicoptères et des avions de chasse ont été attribués directement aux forces terrestres sans que le commandement central de l'armée de l'air n'autorise les sorties. Les équipes de contrôleurs d'appui aérien ont opéré aux côtés des commandants de brigade au front, mettant l'accent sur l'utilisation par le commandant de brigade des moyens aériens directs. Un degré élevé de connaissance situationnelle a été atteint en maintenant au moins une douzaine de drones en vol au-dessus de Gaza à tout moment. La surveillance aérienne a été assurée par des drones Heron et Hermes 450 ainsi que par des hélicoptères d'attaque Apache. Parallèlement à la coordination entre l'armée de l'air et les troupes au sol, les forces terrestres israéliennes ont pu utiliser la coopération avec le Shin Bet en ayant des agents attachés aux unités avancées. Cette coordination interservices a permis un niveau plus élevé de sensibilisation tactique et des frappes critiques contre des cibles ennemies.
D'autres pays exploitent le Heron, comme Singapour, l'Inde et la Turquie. La France exploite un dérivé de Heron nommé Eagle ou Harfang. En 2008, le Canada a annoncé un contrat de location d'un Heron pour utilisation en Afghanistan, à compter de 2009. À la mi-2009, l'Australie a loué deux Herons dans le cadre d'un bail de plusieurs millions de dollars pour les utiliser en Afghanistan. Début juillet 2013, le Heron a atteint les 15 000 heures de vol au-dessus de l'Afghanistan. L'Australie a utilisé le Heron pour l'appui de l'opération Slipper en Afghanistan le 30 novembre 2014, après avoir accumulé 27 000 heures de vol. La Royal Australian Air Force a retiré du service deux Herons en juin 2017.
Le 7 septembre 2024, le Hezbollah affirme avoir abattu un drone Heron dans la région de la Bekaa à l'aide de missiles sol-air.

## Variantes étrangères du Heron
- La Turquie exploite une variante spéciale du Heron qui utilise des sous-systèmes électro-optiques conçus et fabriqués en Turquie. Par exemple, les hérons turcs utilisent le système d'imagerie et de ciblage thermique aéroporté ASELFLIR-300T conçu et fabriqué par Aselsan. Les Heron turcs ont également des moteurs plus puissants afin de compenser la charge utile supplémentaire créée par l'ASELFLIR-300T plus lourd. Il s'agit du même système FLIR actuellement utilisé dans l' hélicoptère d'attaque TAI / AgustaWestland T129  ainsi que dans le drone TAI Anka. Turkish Aerospace Industries (TUSAŞ) fournit des services de maintenance et de révision pour ses Herons[10].
- L'EADS Harfang est une variante exploitée par la France.

## Pays opérateurs

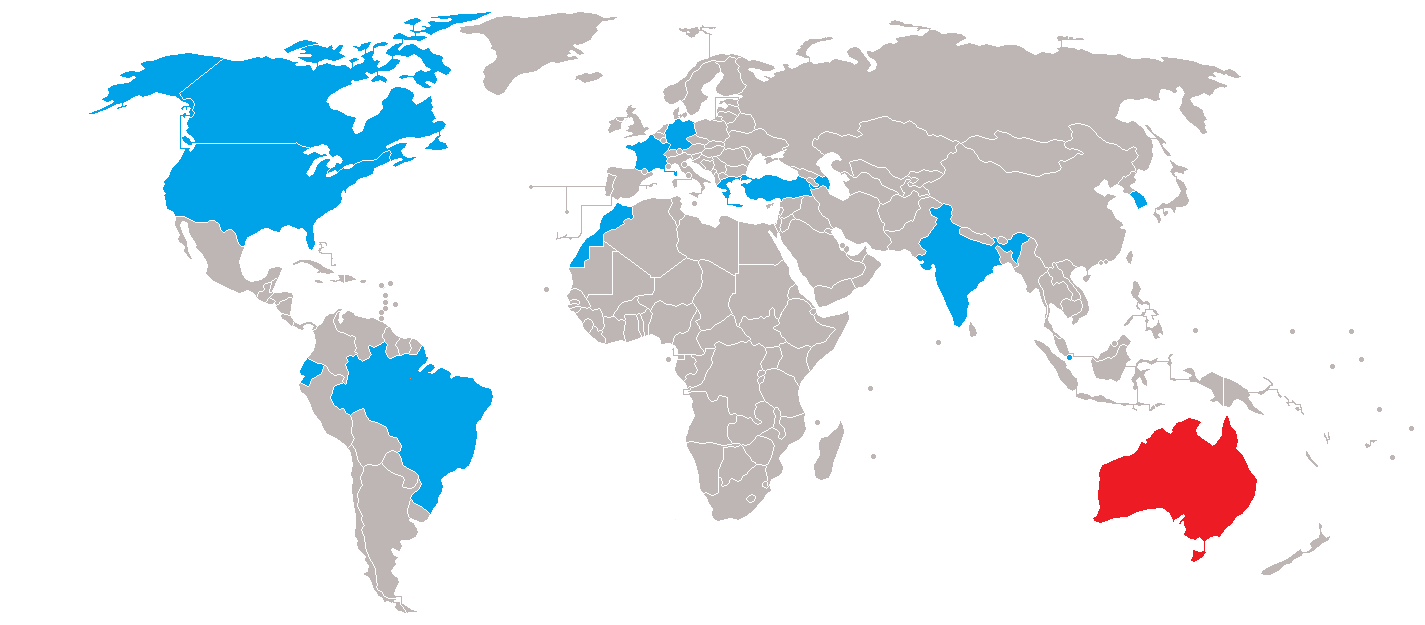
Carte avec les opérateurs de drones militaires IAI Heron en bleu et avec les anciens opérateurs en rouge.

Toutes les exportations du IAI Heron ne sont pas désarmées.

### Allemagne
- Luftwaffe : 3, dont 2 stations au sol sur un premier bail d'un an à partir de 2010, en cours jusqu'au début de 2019[12],[13]

### Azerbaïdjan
- Forces aériennes azerbaïdjanaises : 5[14]

### Brésil
- Force aérienne brésilienne : 15 en opérations conjointe avec la police fédérale[15]
- Police fédérale brésilienne : 15 en opérations conjointe avec l'armée de l'air [16],[17]

### Canada
- Aviation royale canadienne : 2 en service en 2011, anciennement 3[18]

### Corée du Sud
- Armée de la république de Corée : 3 en commande en 2014

### Équateur
- Marine équatorienne : 2

### États-Unis
- Marine des États-Unis : 2[19]

### Grèce
- Ministère de la défense nationale : 2 + 1 en location à partir de décembre 2019[20]

### Inde
- Force aérienne indienne : 50[21],[22]
- Marine indienne : nombre inconnu[23]

### Israël
- Force de défense israélienne : au moins 1[24]

### Singapour
- Force aérienne de la république de Singapour  : 2[25],[26]

### 

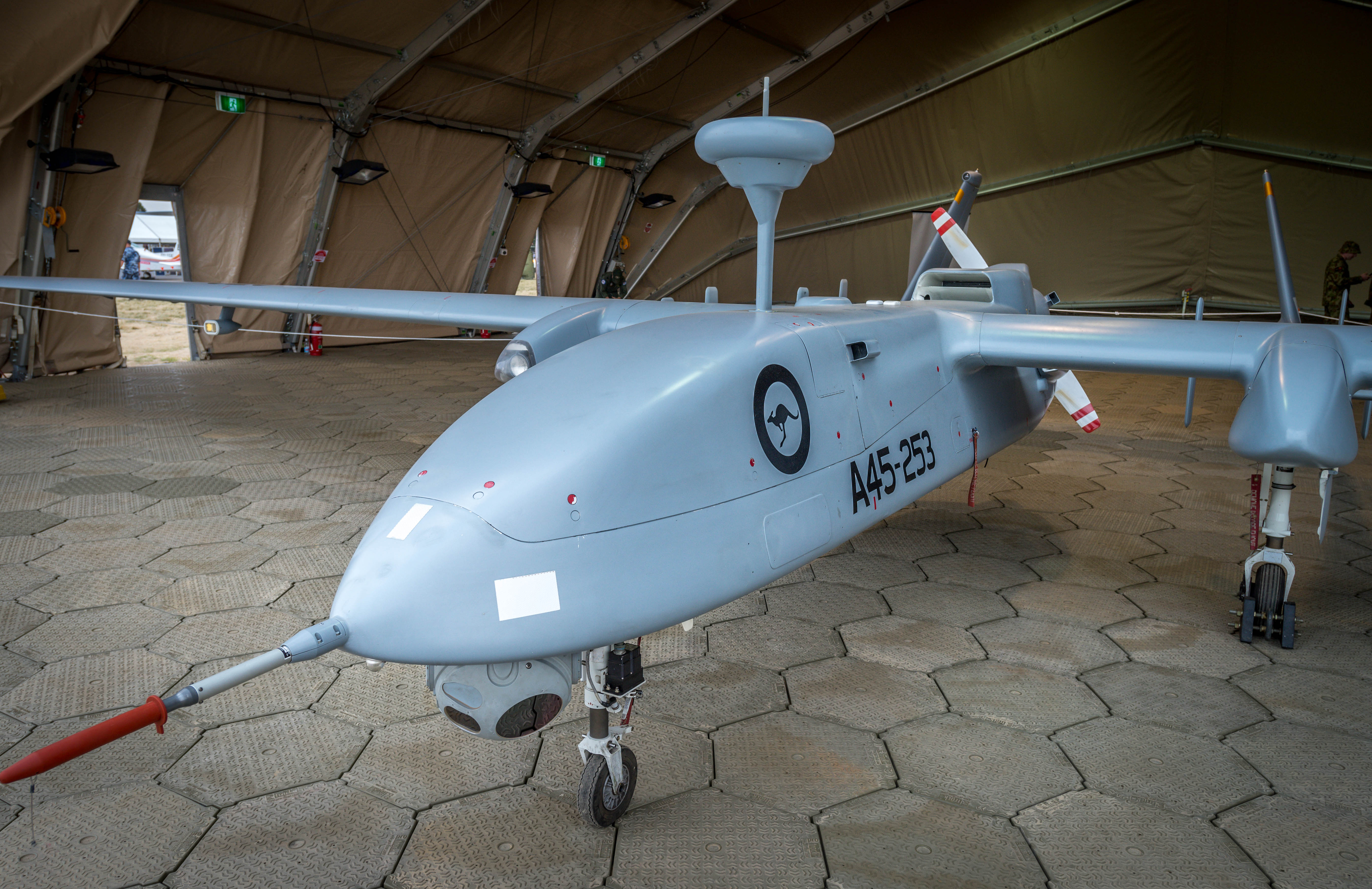
Heron RPA de la Royal Australian Air Force.

### Turquie
- Armée de l'air turque : 10

### Union européenne
- Frontex : au moins un[27].

### Viêt Nam
- 3 Heron commandé en 2018[28]

## Anciens opérateurs

### Australie
- Royal Australian Air Force : 2, retirés en 2017.

## Drones de même type
- Fotros
- EADS Harfang
- MQ-1 Predator
- DRDO Rustom
- TAI Anka
- H-110 Sarir
- Orlan-10
- Tengden TB-001
- Kronstadt Orion